# ويليام سيرز (بهائي)
ويليام برنارد سيرز (28 مارس 1911 – 25 مارس 1992) هو كاتب أمريكي وشخصية إذاعية وتلفزيونية شهيرة في برامج متعددة، بلغ ذروتها في الخمسينيات من خلال برنامج In the Park (بالعربية: في الحديقة)، لكنه ترك الشهرة التلفزيونية ليروج للديانة البهائية في أفريقيا، وانخرط في خدمة دينية دامت أكثر من 35 عامًا بصفته يد أمر الله، وهي أعلى هيئة يمكن تعيينه فيها داخل الديانة. ألّف العديد من الكتب حول الديانة، وكان من أشهرها Thief in the Night (بالعربية: لص في الليل) وGod Loves Laughter (بالعربية: الله يحب الضحك).

## السيرة الذاتية

### الحياة المبكرة
وُلد ويليام برنارد سيرز في 28 مارس 1911 في أيتكن، مينيسوتا،:ص.1 في عائلة أمريكية من أصول أيرلندية مكونة من فرانك وإيثيل سيرز. كان ويليام أصغر أولادهم الأربعة والابن الوحيد لهما.:ص.1 نشأ أبناء سيرز على العقيدة الكاثوليكية.:دق.9:53 وعانى ويليام في صغره من نوبة يرقان أثرت على صحته لاحقًا.:ص.31
في شبابه خلال الكساد الكبير في الولايات المتحدة، عمل سيرز ككاتب مسرحي تحت اسم "برنارد سيرز"، وفاز بعدة جوائز عام 1933.
نُشرت بعض مسرحياته في عامي 1935/1936، ومنها Dad Cashes In (بالعربية: الأب يصرف المال) التي تضم العديد من الجوانب من سيرته الذاتية،:ص.3 كما أُنتجت له مسرحية واحدة على الأقل.
عندما قرر ويليام ومارغريت الزواج، تم ترتيب حفل زفافهما في سان فرانسيسكو بواسطة ماريون هولي خلال زيارتهما للمدينة من أجل بث إذاعي قدّمه سيرز في سبتمبر 1940. وكان هناك تفاهمان واضحان بينهما. من جانبها، كانت ترى أن الديانة البهائية جزء أساسي من حياتها، وأن عليه تقبل أن تكون أولوية بالنسبة لها — مما سيؤثر، على سبيل المثال، على مكان إقامتهما.:دق:4:05 أما من جانبه، فكان لديه ابن يبلغ من العمر عامًا واحدًا مصابًا بمرض السل، وكان بحاجة لمن يساعده في رعايته.:ص.6 تركت مارغريت له كتاب فجر التاريخ البهائي ليقرأه، وبعد أن التقطه ووضعه جانبًا مرة واحدة،:p.9 قرأه ثلاث مرات في ثلاثة أسابيع.:دق:7:47 وبحلول ديسمبر 1939، أعلن إيمانه بالديانة البهائية، وانضم رسميًا إلى الدين في عام 1940.
انتقل ويليام ومارغريت سيرز إلى سان ماتيو، كاليفورنيا، في صيف عام 1942 تقريبًا، حيث كانت الهيئة الروحانية البهائية في المدينة قد توقفت عن النشاط. وقد ألقى هناك محاضرة بارزة حول استخدام الراديو لنشر الدين. ظل الزوجان نشيطين في إلقاء المحاضرات عن الدين في سان ماتيو حتى فبراير 1944 على الأقل. بدأ ويليام جولة وطنية عام 1945، بدءًا من محاضرات في منطقة مدينة نيويورك في فبراير. ثم، بعد استراحة، ألقى 48 محاضرة أخرى خلال شهري أغسطس وسبتمبر، شملت سولت ليك سيتي، لارامي، دنفر، أوماها، توبيكا، كانساس سيتي، إندبندنس، ميلواكي، وأوماها مرة أخرى، وصولًا إلى كندا في نوفمبر، بما في ذلك شارلوت تاون. عاد إلى نيويورك في ديسمبر وألقى محاضرة هناك، كما شارك في مؤتمر بهائي على مستوى الولاية. وخلال هذه الفترة، كان عضوًا في لجنة ناقشت استخدام الراديو في خدمة الدين، إلى جانب ميلدريد موتاهديه. كما شارك بشكل بارز في مأدبة سلام مع دوروثي بيشر بيكر (التي أصبحت لاحقًا أيضًا من أيادي أمر الله)، وألقى محاضرات عام 1946 في اجتماع في لوس أنجلوس إلى جانب الباحثة مرزية گيل. كما ساعد في إنتاج فقرة إذاعية رفيعة المستوى في دنفر. هناك فجوة في التغطية العامة لمحاضراته الدينية من عام 1946 وحتى 1952، رغم أن نشاطه خلف الكواليس استمر وبدأ بالاندماج مع ظهوره المتزايد في المجال العام وخدمته للدين.

#### الظهور على الساحة الوطنية
منذ عام 1946، بدأ سييرز يبرز على الساحة العامة من خلال عمله في محطات إذاعية وتلفزيونية مختلفة. فقد عمل في إذاعة WPEN AM ‏، وبحلول عام 1948 كان يعمل في WCAU-TV في فيلادلفيا، بنسيلفانيا. وفي فبراير 1947، قادت مارغريت صفًا في إنتاج البرامج الإذاعية في مدرسة غرين أكِر البهائية في ولاية ماين، وكان سييرز الراوي والمستشار للبرنامج قبل بثه على محطة WHEB، وبحلول يونيو، أنتج سييرز مجموعة من الإعلانات الإذاعية القصيرة والبرامج الإذاعية الوطنية الخاصة بالدين. وفي إطار عمله التجاري، قدّم عدة برامج منها عرض بيل سييرز، وفي الوقت ذاته، نُشر له أول كتيب بعنوان النبي الشهيد لدين عالمي، وهو عمل مكون من 19 صفحة يحتوي على اقتباسات من A. L. M. نيكولاس، وفرانسيس يونغهازبند، وإدوارد براون. ثم عمل في برنامج قفازات الأطفال على قناة WCAU، وسجّل مقابلة مع أيادي أمر الله كورين ترو حول حجّتها عام 1907.
في ديسمبر 1951، بدأ بتقديم برنامج تلفزيوني بعنوان في الحديقة على قناة WCAU كبرنامج مدته 15 دقيقة، ثم التقطته قناة WCBS-TV ليُبث كبرنامج مباشر مدته 30 دقيقة. وقد تضمّن البرنامج حوارات بين سييرز ودُمى من تصميم بول ريتس وماري دونيلي حيث "... جلس سييرز (مرتديًا سترة وربطة عنق وقبعة) على مقعد وتبادل الأحاديث مع أصدقائه من الدُمى" في حديقة حيوانات سنترال بارك. في يوليو 1952، أُعلن أن تكلفة إنتاج البرنامج بلغت 3250 دولارًا أسبوعيًا.
وفي ذات الوقت، أُدرج سييرز في سلسلة This I Believe التي قدّمها إدوارد آر. مورو والتي تضمنت بروفايلات لمفكرين، رغم أن المشاركين لم يُسمح لهم بذكر دياناتهم. (وقد نُشرت لاحقًا في كتاب تضمن مشاركة سييرز في الصفحتين 167–168، وأُعيد إصدارها على الإنترنت ق. 2005.)
بدأ سييرز في إلقاء محاضرات عامة عن الدين ظهرت في الصحف، بدءًا من جنازة في ماين صيف عام 1952. في أكتوبر، أُعلن عن الحملة العشرية الكبرى لنشر الدين حول العالم، والتي ستؤثر قريبًا على خطط سييرز.
حظي في الحديقة بتغطية صحفية في ديسمبر 1952 ضمن تقارير عن برنامج عرض إد سوليفان، وظهر فعليًا في البرنامج مرتين في يناير ومارس 1953. استمر الاهتمام بالبرنامج حتى مايو.
في أثناء ذلك، حضر سييرز حفل تدشين بيت العدل البهائي في ويلميت في 2 مايو. كما حضرت مارغريت مؤتمرًا في فبراير نظمته البهائية في أوغندا.:دق:8:52 وعندما طلب سييرز فسخ عقده للذهاب إلى أفريقيا، قيل له إن 56 شخصًا سيفقدون وظائفهم.:دق.9:14 غير أن الإضراب الذي خاضه الراعي أدى إلى إلغاء العقد، فغادر مع عائلته.:دق.9:34 واستُخدمت الدُمى لاحقًا في برامج أخرى.

#### جنوب أفريقيا
وصل سيرز مع زوجته وأحد أطفاله نحو 18 يوليو، واستقروا بالقرب من جوهانسبرغ في جنوب أفريقيا،:10:10min بتأشيرة مبدئية لمدة ستة أشهر. كان من المقرر أن ينتقلوا إلى كينيا، لكنهم بقوا في جنوب أفريقيا.:ص.20 وكان ذلك خلال فترة الأبارتايد، وتزامنًا مع دخول قوانين جديدة للفصل العنصري حيز التنفيذ، مثل قانون تخصيص وسائل الراحة المنفصلة وقانون تعليم البانتو. وقد أصيب سيرز بأزمة قلبية بعد أيام قليلة من وصولهم.:ص.20 وبعد تماثله للشفاء، أقاموا في كمبالا، أوغندا، في منزل "يد أمر الله" موسى بناني بعد وقت قصير من مغادرة إينوك أولينغا إلى الكاميرون.:ص.21
في أبريل 1954، ذهب آل سيرز في حج بهائي، مع توقفات سريعة قامت بها مارغريت في الولايات المتحدة، حيث ذكرت أن الريادة لا تُحوِّل الشخص بشكل سحري، وعند عودتهم، انتقل ابنهم الآخر إلى جنوب أفريقيا أيضًا.

وقد علق سيرز على ما تعلمه خلال الحج، بما في ذلك أهمية خدمة الآخرين في الريادة، وقال:
"تكررت هذه المبادئ العامة مرارًا: على الرواد المتوجهين إلى أفريقيا أن يتجردوا من ذواتهم، وأن يدركوا أنهم ذاهبون إلى أفريقيا لتعليم السكان الأصليين، لا الأوروبيين أو غيرهم من المهاجرين. يجب أن يُظهر الرواد من خلال أفعالهم، وليس فقط بأقوالهم، أنهم يحبون الأفارقة وقد جاؤوا ليخدموهم... (ناقلاً عن شوقي أفندي): يجب اختيار من يتم تعليمهم بعناية، وتعليمهم بعمق، وتقويتهم في الفهم، وتقديم الرسالة بطريقة تولد فيهم الرغبة في التعليم. عندها يتم إنجاز المهمة. ثم يجب أن يتفرق البيض." 
بعد العودة من الحج، عاد آل سيرز إلى جنوب أفريقيا واشتروا مزرعة.:ص.25 وساهموا في انتخاب المحفل المحلي لمدينة جوهانسبرغ،:ص.25 وتم تعيينه في اللوح المعاون لأفريقيا، تحت إشراف "يد أمر الله" موسى بناني. حصل سيرز على عمل في هيئة البث الجنوب أفريقية، حيث كان يسجل برامج إذاعية مسبقًا، واستغل وقت فراغه في رحلات دعم للدين.:ص.26
وفي رحلة قصيرة إلى أمريكا الشمالية، ألقى خطابًا في كندا، ربما أثناء ترتيبات تتعلق بجوازات السفر، بينما كانت مارغريت في إلينوي. عاد في عام 1956، وانتُخب رئيسًا لأول محفل إقليمي لمنطقة جنوب وغرب أفريقيا. وقام بعدة رحلات،:ص.38–44 منها إلى أراضي الزولو برفقة جون كويغلي، كما سافر إلى الولايات المتحدة للمشاركة في برنامج تلفزيوني في يوليو حول الدين البهائي، لصالح محطة تعليمية في شيكاغو، حيث عمل كمذيع خلف الكاميرا وكمقابل أيضاً.
إلا أن قانونًا جديدًا صدر في جنوب أفريقيا عام 1956، وهو قانون التوفيق الصناعي (1956), نص على أنه لا يمكن للمنظمات متعددة الأعراق أن تكون لها قيادة متعددة الأعراق. فاختار البهائيون أن تكون القيادة من الأفارقة السود فقط.
وأثناء وجوده في جنوب أفريقيا في حوالي سبتمبر 1957، أنهى سيرز مقدمة كتابه الأول Release the Sun. وسافر لفترة وجيزة إلى الولايات المتحدة في أكتوبر، قبل أن يعود إلى جنوب أفريقيا،:دق.11:00 ويتلقى نبأ تعيينه يد أمر الله من قبل شوقي أفندي، إلى جانب إينوك أولينغا وجون روبارتس، بمسؤوليات تشمل غرب وجنوب أفريقيا. وقد وصل البرقية في أواخر أكتوبر من موسى بناني،:ص.44 قبيل وفاة شوقي أفندي في 4 نوفمبر.

### أيادي الأمر

#### أزمة وفاة شوغي أفندي
عقب وفاة شوغي أفندي، قررت أيادي الأمر، بعد تعيين أحدث أعضائها، أن يتم اختيار مجموعة محددة بالتصويت للعمل في المركز البهائي العالمي لخدمة مصالح الدين خلال الفترة الفاصلة بين قيادة شوغي أفندي والانتخاب الموعود لـالبيت الأعظم للعدل في نهاية الحملة العشرية عام 1963. وقد أُطلق على هؤلاء اسم القيّمون. في عام 1958، حضر سييرز انتخاب المحفل الوطني الفرنسي. خلال هذه الفترة، افترق الزوجان سييرز لمدة عام تقريبًا، حتى تمكنت زوجته من الانتقال للعيش في حيفا، ثم سافرا معًا بعد ذلك.:ص.47 وفي الأثناء، تزوج أحد أبنائهما وبقي في أفريقيا.
ظهر اسم سييرز بعد ذلك في أخبار الولايات المتحدة عام 1959 بعد إعادة توزيع المسؤوليات، حيث حضر مؤتمر المحفل الوطني الأمريكي إلى جانب كورين ترو وهوراس هولي. ثم شرع في جولة طويلة من المحاضرات في الولايات المتحدة وكندا امتدت حتى ربيع 1960. وقد علّق جولته في سبتمبر بعدما التقى بالفعل بأكثر من 2000 بهائي في أكثر من مئة لقاء. بدءًا من يونيو، كتب سيرز عدة برقيات يعارض فيها قرار يد أمر الله ميسن ريمي بإعلانه نفسه الولي، وهو ما أدى إلى انقسام بهائي. ولكن هذا الادعاء رُفض من قِبل غالبية البهائيين، ثم انقسم هذا التيار لاحقًا إلى عدة فروع صغيرة.، ثم بدأ يندثر. في أكتوبر 1959، أصدر سيرز عددًا من الأشرطة إلى جانب نصوص مكتوبة يمكن للأفراد استخدامها لتقديم عروض في مناسبات متعددة، واُستخدم أحد تسجيلاته في اجتماع بين الأعراق في مدينة دورهام، كارولاينا الشمالية، في الشهر ذاته. في غضون ذلك، توفي في يوليو 1960 يد أمر الله هوراس هولي، الذي كان قد انتُخب ليعمل كوصي، وتم تعيين سيرز من قِبل أيادي أمر الله ليحلّ محله. كما أصدر سيرز سيرته الذاتية بعنوان الله يحب الضحك. ثم تابع جولته إلى أمريكا اللاتينية وأمريكا الوسطى وجزر الأنتيل الكبرى وشمال بلدان أمريكا الجنوبية بحلول يوليو 1960.

#### الجولات أثناء الخدمة

##### إتمام الحملة
كان سيرز أحد الموقّعين على رسالة تحث البهائيين في الغرب على مواصلة العمل من أجل الحملة. استمرت رحلات سيرز بدءًا من ديسمبر 1960، حيث بدأ في ألاسكا ثم إلى كاليفورنيا، ثم واصل رحلاته على نطاق واسع عبر باقي الولايات المتحدة حتى ربيع 1961. وبدأت الأحاديث المسجلة له بالانتشار. حظي سيرز بتغطية إعلامية خاصة عند مشاركته في تدشين بيت العبادة البهائي في أوغندا في يناير 1961. ونُشر له لاحقًا كتابه الأشهر، اللص في الليل، الذي تناول فيه بعض العناصر من سيرته الذاتية واهتمامه بتاريخ الباب. بدأت كتبه تُناقش في الاجتماعات البهائية، واستمر هذا التوجه لسنوات.
في الربيع، زار سيرز البهائيين في بنما، وشارك في المؤتمر الوطني في غواتيمالا، وزار كذلك المجلس البهائي الدولي المُنتخب حديثًا، الذي كان مقدمة لتأسيس البيت الأعظم للعدل. وأثناء تواجده هناك، شارك بالتوقيع على رسالة إلى البهائيين في أستراليا لدعم جهودهم في ختام الحملة. في عام 1962، زار جامعة إربانا-شامبين، ثم شارك في برنامج إذاعي على WLS (AM) في شيكاغو، ثم حضر المؤتمر الوطني الأمريكي لذلك العام، حيث دعا إلى تسهيل شروط الانتساب، وشارك ببعض الأدعية بإحدى اللغات الأفريقية. كما شارك في مدرسة صيفية بهائية في فرنسا.
في عام 1963، حضر سيرز اجتماع أيدي أمر الله في حيفا استعدادًا لانتخاب البيت الأعظم للعدل ليكون الهيئة القيادية الجديدة للدين، كما أرسل تسجيلاً صوتيًا إلى مجلس بهائي هندي عُقد بالقرب من توكسون. وتواجد في لندن لحضور أول المؤتمر البهائي العالمي، حيث تم انتخاب البيت الأعظم للعدل، وألقى كلمة في الأمسية الثانية.

### تحت إشراف بيت العدل الأعظم
أمضى سيرز عدة سنوات خارج الولايات المتحدة الأمريكية، إلا أن عام 1965 شهد تغطية واسعة له في عدد من الصحف؛ حيث كتب جورج دبليو. كورنيل، مراسل الشؤون الدينية في وكالة أسوشيتد برس، مقالًا عن الديانة البهائية تضمّن مقابلة مع سيرز. وقد أُدرج كتابه أطلقوا الشمس ضمن الكتب التي تبرع بها البهائيون لمكتبة الرئيس جون كينيدي التذكارية، وتمت الإشارة إليه في مواضع أخرى. كما أُجريت معه مقابلة إذاعية عبر محطة WBBY، وشارك في عدد من الاجتماعات المجتمعية في منطقة كاليفورنيا.
في أواخر يناير 1966، نظّم البهائيون مؤتمرًا كبيرًا في فريسنو، كاليفورنيا. استمر المؤتمر تسعة أيام، وتضمّن محاضرة يومية ألقاها كلٌّ من ليزا مونتيل، ميلدريد موتاهيده، آرثر دال، فلورنس مايبيري، ويليام سيرز، راسل غارسيا، جينا فالنتاين، يولاليا بوبو، سوكا وينترز، وتشستر خان. وفي فبراير، أصدر سيرز سلسلة من الأشرطة التي ناقش فيها المبادئ المثالية وأهمية الإسهامات في الدين. وفي مايو، عُقد مؤتمر في واشوكا، ويسكونسن، حضره كلٌّ من يديْ أمر الله سيرز وذِكرُ الله خادم، وعدد من أعضاء لجانهما المعاونة، وممثل عن المحفل الوطني. كما أُجري مع سيرز لقاء على برنامج "توداي شو" التابع لشبكة "NBC" في 23 مايو.
كان ويليام سيرز خارج الولايات المتحدة خلال معظم عامي 1967 و1968، حيث بدأ ذلك بحضوره انتخاب محفل إقليمي في غرب ووسط إفريقيا. وفي عام 1968، شارك في إحياء الذكرى المئوية لوصول بهاء الله إلى سجن عكا عام 1868، وذلك في مؤتمر عُقد في باليرمو، صقلية، بحضور تسعة من أيادي أمر الله وحوالي 2300 من البهائيين، قبل أن يتوجهوا جميعًا إلى حيفا. بعد ذلك، قام بجولة في عدد من التجمعات البهائية في المملكة المتحدة.  
وفي ديسمبر، ساهم في تدشين مركز بهائي جديد في سان برناردينو، كاليفورنيا، ثم شارك في عدد من المؤتمرات التي نظّمتها الهيئة المستحدثة آنذاك، وهي المستشارون القارّيون، والتي عُقدت في مواقع مختلفة عبر أمريكا الشمالية شملت كيبك، أونتاريو، جورجيا، بنسلفانيا، كاليفورنيا، ميزوري، ساسكاتشوان، وكولومبيا البريطانية، واستمرت حتى مارس 1969.  وفي أبريل، حضر المؤتمر الوطني البهائي في الولايات المتحدة وألقى عدة كلمات، وفي سبتمبر ساهم في تدشين مركز بهائي جديد في ديزرت هوت سبرينغز، كاليفورنيا. وفي تلك الأثناء، أُدرج كتابه "الله يحب المرح" ضمن التبرعات التي قُدّمت لإحدى المكتبات، كما استُخدمت تسجيلاته الصوتية في مؤتمرين للشباب عُقدا في كل من أستراليا وهندوراس عام 1968.
في ربيع عام 1971، أرسل رسالة مسجلة إلى المؤتمر الوطني الأمريكي أثناء وجوده على متن سفينة متجهة إلى المؤتمر الوطني في جامايكا، وأرسل رسالة أخرى لمؤتمر مايو في منطقة الكاريبي في جامايكا بينما كان في المؤتمر الوطني في ألمانيا، ومن ثم في ندوة وطنية شبابية ألمانية. وفي أعقاب أحداث في كارولاينا الجنوبية، حيث بدأ الآلاف من الناس في اعتناق الدين، أصدر سيرز شريطين صوتيين لمدة ساعة لكل منهما حول موضوع التفاعل الجماهيري مع الدين واستجابة الجمهور له. وظهر شخصيًا في ديسمبر في برنامج جوائز في كاليفورنيا.
في عام 1972، أرسل مرة أخرى رسالة مسجلة إلى المؤتمر الوطني الأمريكي، ورسالة إلى المؤتمر الوطني في تشاد، وأخرى إلى المؤتمر المشترك لسوازيلاند وموزمبيق، بينما كان هو في أيرلندا لحضور انتخاب الجمعية الوطنية الجديدة هناك.
في أكتوبر، أرسل رسالة مسجلة إلى حفل تدشين المعهد الجديد الذي سُمّي على اسم لويس ج. غريغوري في كارولاينا الجنوبية.

#### السنوات الأخيرة
انتقل ويليام ومارغريت سيرز إلى توسان بولاية أريزونا في عام 1985 جزئيًا من أجل صحته، إذ كان المناخ هناك أنسب له.:ص. 87 نشر كتابه "كل الرايات تطير" (بالإنجليزية: All Flags Flying) ليسرد فيه طرائف من أسفاره. وفي عام 1986، حضر مراسم تدشين معبد اللوتس وألقى خطابًا تم تسجيله. بدأ الزوجان سيرز بعد ذلك مشروع إنشاء مدرسة صحراء الورد البهائية:ص. 89، والتي عُقدت أول اجتماعاتها في عام 1988. وعلى الرغم من إصابته بسرطان البروستاتا، بادر سيرز في عام 1991 بمشروعه الأخير الكبير – حيث بدأ جولة في خمس مدن أمريكية، ثم وسّع الجولة لتشمل تسع مدن أخرى.:ص. 91، 93 لكنه توفي قبل أن يصل إلى المدينة الثامنة، صباح يوم 25 مارس 1992.:ص. 94 وخلال تلك الفترة، نشر كتابه "اجري نحو المجد!" (بالإنجليزية: Run to Glory!) الذي تضمّن طرائف من حياته صيغت بأسلوب قصصي ساخر. كما ترك وراءه مذكرات مكتملة لأعمال لم تُنشر آنذاك وتم إصدارها لاحقًا، مثل "في حظيرة الجد" (بالإنجليزية: In Grandfather's Barn) و"نبوءة النصف بوصة" (بالإنجليزية: The Half-Inch Prophecy). ودُفن في مقبرة إيست لون بالمز في توسان، أريزونا.
توفيت مارغريت في عام 2006.

## اللص في الليل
يتناول كتاب سيرز، اللص في الليل، أو القضية الغريبة للألفية المفقودة تاريخ وفهم النبوءات فيما يتعلق بـالباب، ويضم إشارات إلى عدة موضوعات مثل فرمان التسامح عام 1844، وأعمال ويليام ميلر حول النبوءات وحركة الميلرية، والنتيجة المتمثلة في خيبة الأمل الكبرى كما فُهمت في الغرب، بالإضافة إلى تاريخ الدين البهائي في بلاد فارس. ويقدّم الكتاب فهمًا بديلًا للكتاب المقدس المسيحي يتحدى الفكر المسيحي السائد في كل من هذه المواضيع (رغم الاعتقاد السائد بوجود إجماع حولها في العقيدة المسيحية)، بينما يعرض الكتاب رؤية بهائية لهذه المواضيع المختلفة.
أُعيد طبع الكتاب 20 مرة بين عامي 1961 و1997، ولا يزال يُصنَّف كـ"كتاب كلاسيكي"، رغم طابعه الشعبي، ويُدرج حتى اليوم كمصدر في أطروحات الدكتوراه الحديثة. وقد وُصف بأنه "أحد أكثر الكتب البهائية مبيعًا منذ صدوره لأول مرة عام 1961". وقد أشار إليه عدد من البهائيين، من بينهم ديزي غيليسبي وأصدقاء له مثل فلورا بُوريم، بالإضافة إلى العديد من الكُتّاب في مواضيع متنوعة.

## تذكّرات
- قال عنه إدوارد آر. مورو: "…الذي، نؤكد مجددًا، لم يقتصر في مواهبه على تغطية مباراة كرة قدم أو مباراة تنس، بل خصص وقتًا مثمرًا لدراسة صراع الحياة نفسه والقواعد التي من الأفضل أن تُلعب بها."[147]:دق4:00
- مسرحية على السطح مع بيل سيرز تتناول حياة سيرز.[148][149]

- بيل سيرز، كيفن مكلويد، تايلور هايوارد، لينا سيليانينا. تذكر بيل سيرز (صوتي). Bahai-Library.com. مؤرشف من الأصل في 2025-01-14.

- في عام 2010، تم تكريمه في مهرجان فجر الظهور السينمائي الدولي تقديرًا لتميّزه كشخصية إعلامية محترفة.[150]

## فهرس كتاباته

### مسرحيات
- Dad Cashes in (تحت اسم "Bernard Sears")[151]
- The Cardigan Kid; a comedy in 1 act (تحت اسم "William B. Sears")[152]
- William B. Sears (1936). The Undoing of Albert O'Donnell: A Comedy in One Act. Dramatic Publishing Company.[153]

### كتب
- Sears، W. (1995) [1957]. Release the Sun. الولايات المتحدة: Baháʼí Publishing Trust. ISBN:0-87743-003-9. مؤرشف من الأصل في 2020-07-26.

- Sears، William (1960). God Loves Laughter. أوكسفورد، المملكة المتحدة: George Ronald. ISBN:0-85398-019-5.

- Sears، William (2002) [1961]. Thief in the Night. أوكسفورد، المملكة المتحدة: George Ronald. ISBN:0-85398-008-X.

- William Sears (2007). The Prisoner and the Kings: How One Man Changed the Course of History (ط. الطبعة الثانية المنقحة). Baha'i Publishing Trust. ISBN:978-1-931847-41-4. مؤرشف من الأصل في 2024-12-25.
  - (منقّحة من Sears، William (1971). Prisoner and the Kings, The. الولايات المتحدة: Baháʼí Publishing Trust. ISBN:1-931847-41-X. مؤرشف من الأصل في 2025-04-02.)

- William Sears؛ Robert Quigley (1973). The Flame: The Story of Lua. أوكسفورد، المملكة المتحدة: George Ronald. ISBN:0-85398-030-6. مؤرشف من الأصل في 2025-03-13.

- Sears، William (1982). A Cry from the Heart: The Baháʼís of Iran. أوكسفورد، المملكة المتحدة: George Ronald. ISBN:0-85398-134-5.

- Sears، William (1985). All Flags Flying. NSA of the Baháʼís of South Africa. ISBN:0-908420-62-5.

- Sears، William (1988). Prince of Peace. الهند: Baháʼí Publishing Trust. ISBN:81-85091-10-2.

- Sears، William (1991). The Wine of Astonishment. أوكسفورد، المملكة المتحدة: George Ronald. ISBN:0-85398-009-8.

- Sears، William (1991). Run to Glory. Naturegraph Publishers Inc. ISBN:0-87961-195-2.

- (نُشرت بعد وفاته) Sears، William (1997). In Grandfather's Barn. الولايات المتحدة: Baháʼí Publishing Trust. ISBN:0-87743-257-0.

- (نُشرت بعد وفاته) Sears، William (2000). The Half-Inch Prophecy. NSA of the Baháʼís of South Africa. ISBN:1-874801-94-0. مؤرشف من الأصل في 2016-04-01.

## قراءة موسعة
- مارغريت سيرز، بيل سيرز (2006). Marguerite Sears: Undying Flame (فيلم). المحفل الروحاني الوطني للبهائيين في الولايات المتحدة. مؤرشف من الأصل في 2023-10-05.

- مارغريت رايمر سيرز (2003). Bill – سيرة ذاتية ليد أمر الله وليم سيرز. إلوي، أريزونا: Desert Rose Publishing. ISBN:0-9743979-0-3.